# Ostichthys archiepiscopus
Ostichthys archiepiscopus är en fiskart som först beskrevs av Achille Valenciennes 1862.  Ostichthys archiepiscopus ingår i släktet Ostichthys och familjen Holocentridae. Inga underarter finns listade i Catalogue of Life.